# Stanisław Owsiak
Stanisław Owsiak (ur. 26 lutego 1946 w Krośnie) – polski ekonomista i nauczyciel akademicki, profesor nauk ekonomicznych, członek Rady Polityki Pieniężnej (2004–2010).

## Życiorys
Ukończył studia w Wyższej Szkole Ekonomicznej w Krakowie. W 1970 został pracownikiem naukowym tej uczelni, przechodząc kolejne szczeble kariery akademickiej od asystenta do profesora zwyczajnego. W 1976 uzyskał stopień doktora nauk ekonomicznych, w 1984 obronił habilitację. W 1992 otrzymał tytuł profesora nauk ekonomicznych. Był wicedyrektorem Instytutu Finansów AE w Krakowie, w 1993 objął kierownictwo Katedry Finansów. Od 1996 do 2002 pełnił funkcję prorektora tej uczelni. Wykładał także w Collegium Medicum Uniwersytetu Jagiellońskiego.
W pracy naukowej zajmuje się głównie finansami publicznymi, polityką fiskalną, sektorem finansowym oraz transformacją gospodarki polskiej. Opublikował ponad 150 prac naukowych z tego zakresu.
Od 1971 do rozwiązania należał do Polskiej Zjednoczonej Partii Robotniczej. Był m.in. ekspertem komisji sejmowych i wiceprzewodniczącym działającej przy prezesie Rady Ministrów Rady Strategii Społeczno-Gospodarczej (w okresie 1994–2004). W 1999 wszedł w skład Komitetu Nauk Ekonomicznych PAN. Od 1999 zasiadał w Centralnej Komisji do Spraw Stopni i Tytułów.
W latach 2003–2004 zasiadał w radzie Bankowego Funduszu Gwarancyjnego. W 2004 został powołany w skład Rady Polityki Pieniężnej II kadencji. Funkcję tę pełnił do 2010. W latach 2011–2015 był członkiem prezydium Komitetu Nauk Ekonomicznych Polskiej Akademii Nauk. W latach 2011–2019 przewodniczący Doradczego Komitetu Naukowego działającego przy rzeczniku finansowym.
Żonaty, ma dwoje dzieci.

## Odznaczenia i wyróżnienia
W 2013 odznaczony Krzyżem Oficerskim Orderu Odrodzenia Polski, w 2010 wyróżniony odznaką honorową „Za zasługi dla bankowości Rzeczypospolitej Polskiej”.
W 2007 otrzymał tytuł doktora honoris causa Uniwersytetu Szczecińskiego. W 2016 wyróżniony Medalem Mikołaja Kopernika przyznanym przez Związek Banków Polskich.